# 내동초등학교 (진주시)
내동초등학교는 대한민국 경상남도 진주시 내동면 독산리에 있는 공립 초등학교이다.

## 학교 연혁
- 1930년 6월 10일: 내동공립보통학교 개교(내동면 삼계리)(나동)
- 1936.04.30 독산간이학교 인가(독산)
- 1938년 4월 1일: 내동공립심상소학교 개칭
- 1939.07.20 독산공립심상소학교 승격(독산)
- 1941년 4월 1일: 내동공립국민학교 개칭
- 1981년 4월 1일: 병설유치원 개원
- 1982년 4월 1일: 유수분교장 편입
- 1985년 3월 1일: 가화분교장 편입
- 1988년 3월 1일: 나동분교장 편입
- 1994년 3월 1일: 유수분교장 통폐합
- 1996년 3월 1일: 독산초등학교 나동분교로 변경
- 1998년 3월 1일: 내동분교장, 가화분교장 통폐합
- 1998년 9월 1일: 현재 교명으로 변경(내동분교장 통폐합)
- 2008년 3월 1일: 신광분교장 통합

## 참고 자료
- 내동초등학교 - 한국교육학술정보원 학교알리미